# Palicourea
Palicourea Aubl. – rodzaj roślin z rodziny marzanowatych (Rubiaceae Juss.). Według The Plant List w obrębie tego rodzaju znajduje się 339 gatunków o nazwach zweryfikowanych i zaakceptowanych, podczas gdy kolejnych 6 taksonów ma status gatunków niepewnych (niezweryfikowanych). Przedstawiciele występują naturalnie w klimacie tropikalnym obu Ameryk. Gatunkiem typowym jest P. guianensis Aubl.

## Morfologia

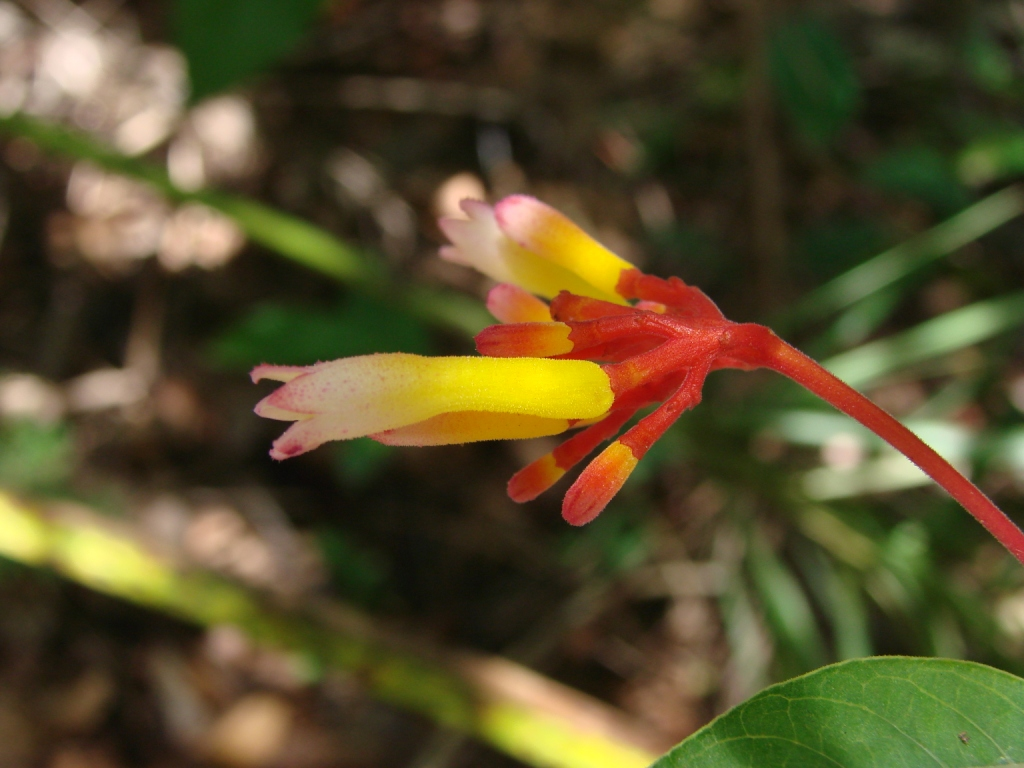
Kwiat gatunku P. marcgravii

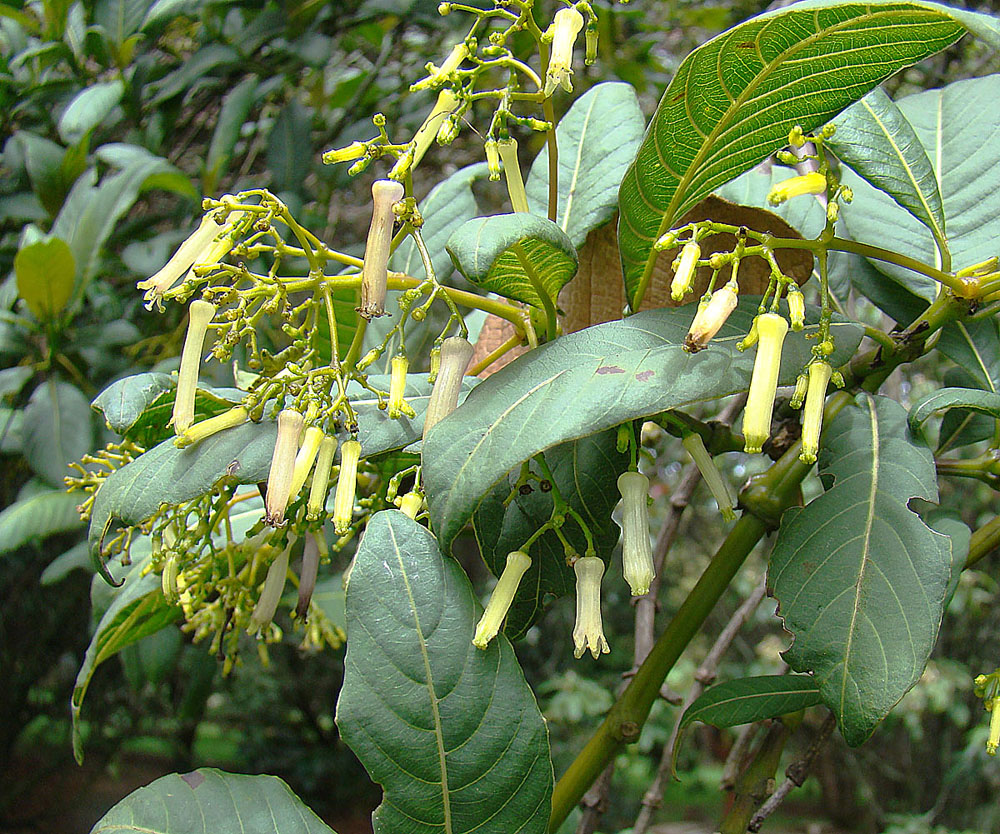
P. lineariflora w ogrodzie botanicznym w Bogocie

PokrójMałe drzewa lub krzewy.
KwiatyBezwonne, osadzone na szypułkach, zazwyczaj dwupostaciowe (distylia). Korony kwiatów mają rurkowaty kształt i jasne, kolorowe barwy.
OwoceMięsiste, barwy od niebieskiej do purpurowo-czarnej.

## Biologia i ekologia
Rośliny rosnące w wilgotnych lasach równikowych. Przypuszcza się, że kwiaty są zapylane przez kolibrowate. Nasiona wraz z owocami są rozprowadzane przez ptaki. Prawie wszystkie gatunki rodzaju Palicourea mają kwiaty dwupostaciowe, jednak cecha ta została utracona u co najmniej kilku gatunków na wyspach karaibskich. 

## Systematyka
Pozycja systematyczna według APweb (aktualizowany system APG IV z 2016)Rodzaj należy do rodziny marzanowatych (Rubiaceae), która jest kladem bazalnym w obrębie rzędu goryczkowców (Gentianales) z grupy astrowych spośród roślin okrytonasiennych.
Rodzaj Palicourea jest blisko spokrewniony z rodzajem Psychotria. Badania morfologiczne i molekularne wykazują, że Palicourea ma charakter polifiletyczny w obrębie podrodzaju Heteropsychotria. Oba rodzaje zostały rozdzielone ze względu na morfologię kwiatów – przedstawiciele Palicourea mają zwykle kolorowe kwiaty osadzone na szypułkach, korony kwiatów są rurkowate, kwiaty obfitują w nektar, przystosowane są do zapylania przez kolibrowate. U Psychotria subg. Heteropsychotria kwiaty są na ogół małe, są białe i zapylane przez owady. Do rodzaju tego włączono rośliny z rodzaju Cephaelis. 

## Zastosowanie
Rośliny z tego rodzaju mają lokalnie zastosowanie w medycynie tradycyjnej, zwłaszcza w Amazonii jako środek przeciwwymiotny. Ponadto niektóre gatunki uprawiane są jako rośliny ozdobne.